# DSB's Kino indvies
DSB's Kino indvies er en dansk dokumentarfilm fra 1935.

## Handling
Indvielsestale, torsdag d. 21/2/1935, for DSB's Kino "Den Vide Verden" af generaldirektør Peter Knutzen.
DSB Kino blev indrettet i en gammel ventesal på Københavns Hovedbanegård. Åbningen blev en stor succes med 1600 besøgende på åbningsdagen. Biografen havde et flot og veludstyret operatørrum med både 35mm og 16mm maskiner. I 1971 var belægningsprocenten nede på 15, og så besluttede DSB at nedlægge biografen. Sidste forestilling var "Tyven fra Bagdad", der blev vist søndag d. 31. Oktober 1971. Herefter blev den gamle biograf ombygget til et supermarked.